# Ludwig Pick

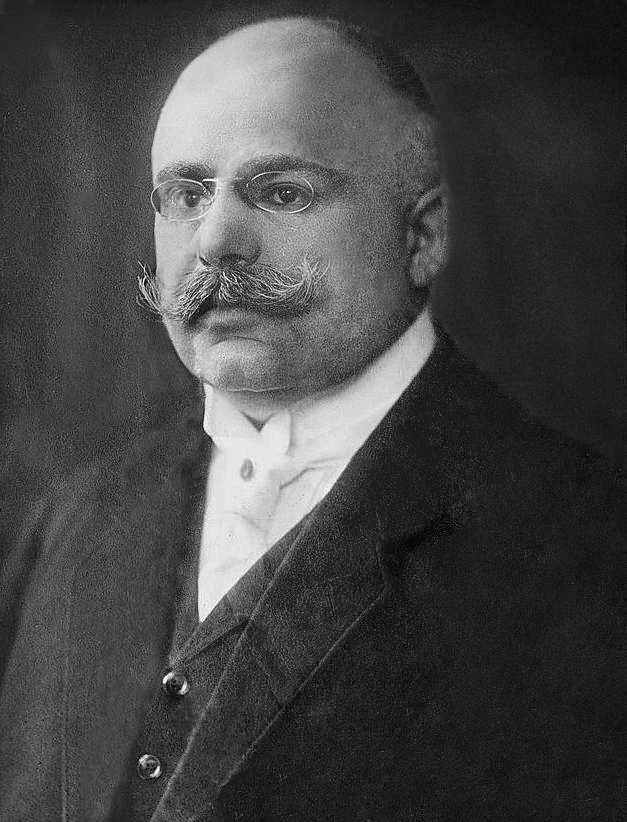
Ludwig Pick

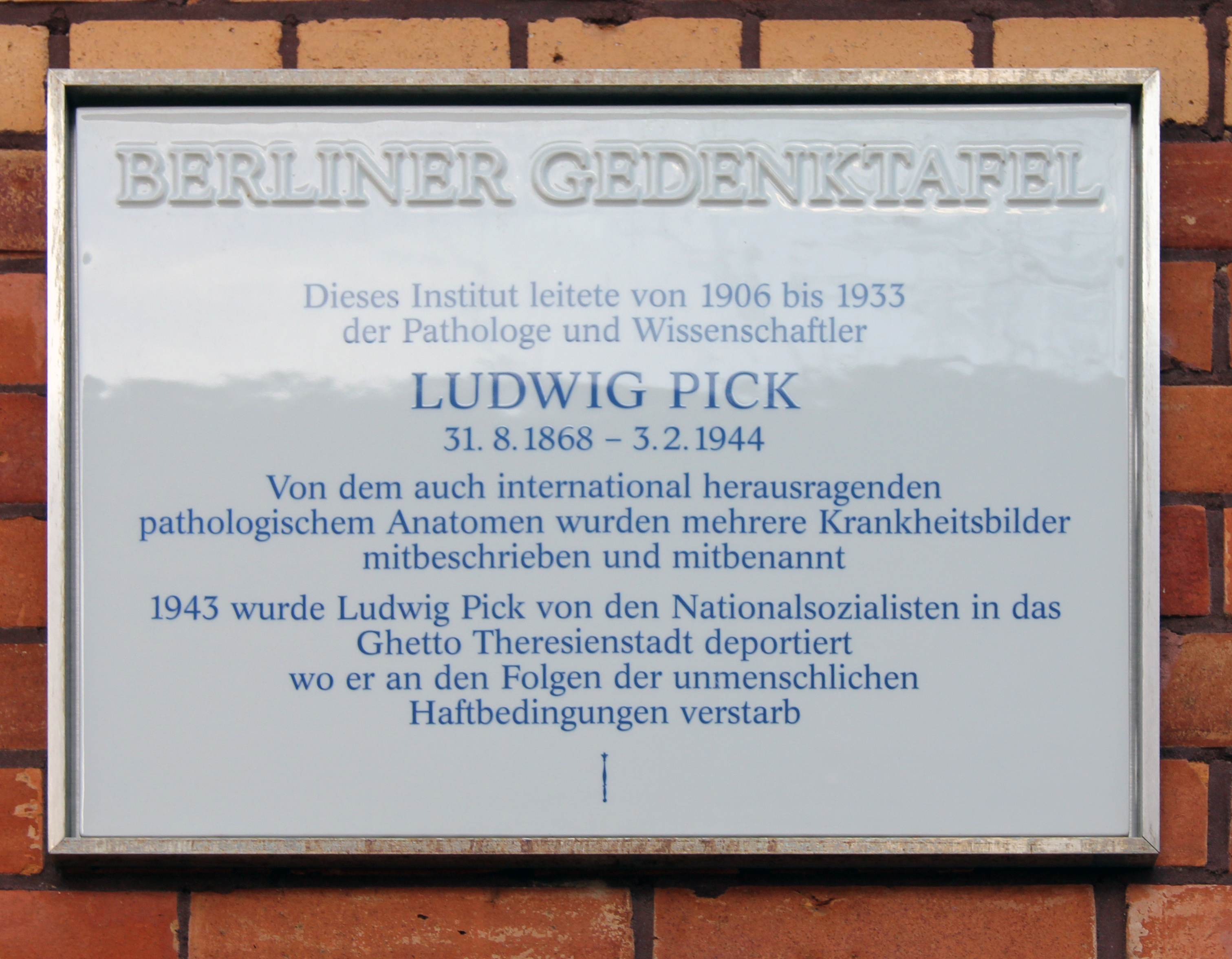
Berliner Gedenktafel am Haus, Landsberger Allee 49, in Berlin-Friedrichshain

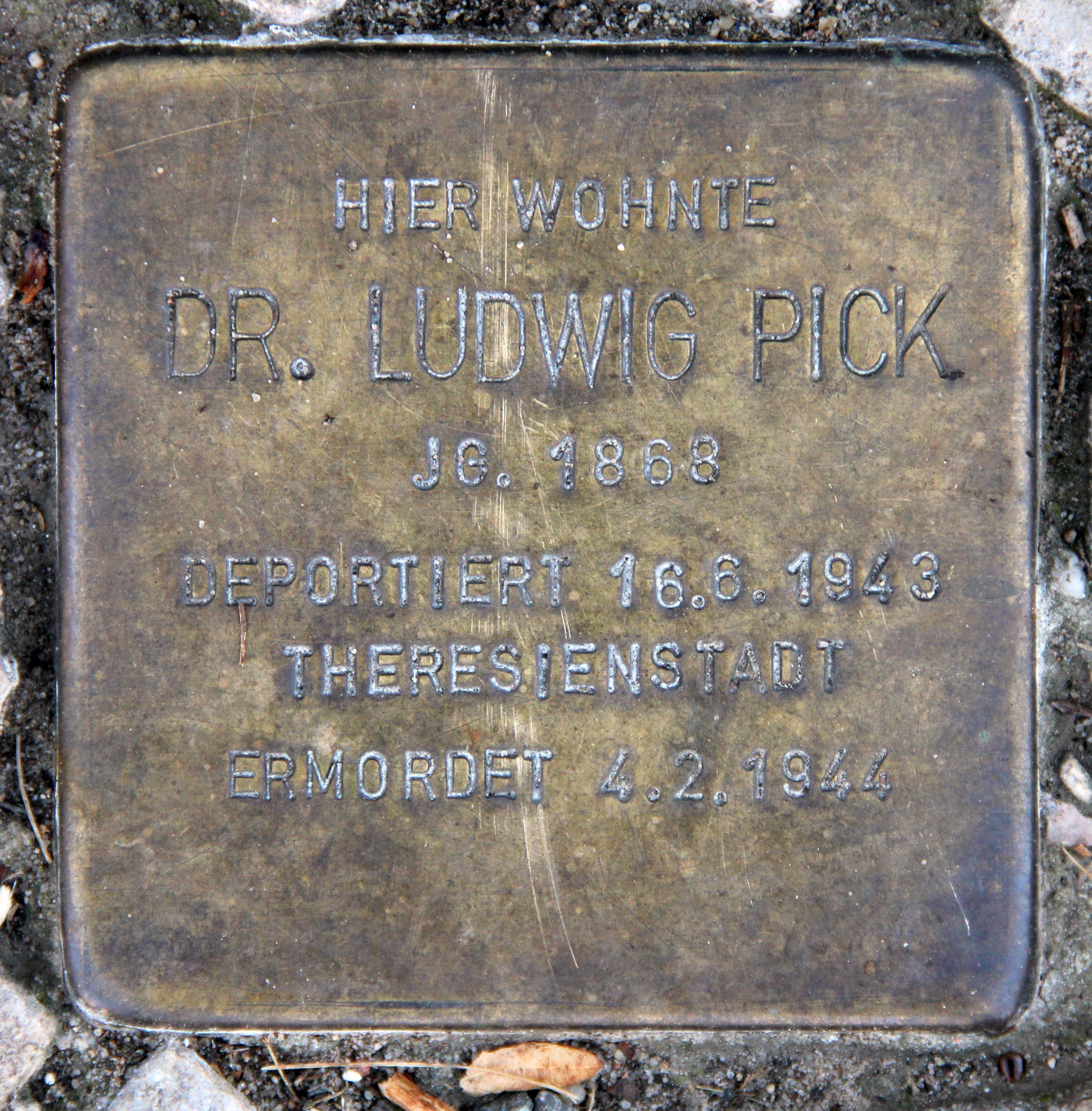
Stolperstein, Kunzendorfstraße 20, in Berlin-Zehlendorf

Ludwig Pick (* 31. August 1868 in Landsberg an der Warthe; † 3. Februar 1944 im Ghetto Theresienstadt) war ein deutscher Pathologe. Nach ihm ist die Niemann-Pick-Krankheit benannt.

## Leben
Ludwig Pick wurde als Sohn des Kaufmanns Hermann Pick und seiner Frau Beatrice, geborene Schoenflies, in Landsberg an der Warthe geboren. Zum Studium der Medizin ging er nach Heidelberg, Leipzig, Berlin und, für die letzten beiden Semester 1891/92, nach Königsberg, wo ihm sein Lehrer Ernst Neumann (1834–1918) folgendes Zeugnis ausstellte: „Der Praktische Arzt Herr Dr. med. Ludwig Pick in Berlin ist während seiner Königsberger Studienzeit im hiesigen Pathologischen Institut von Ostern 1890 – Ostern 1891 als Amanuensis thätig gewesen und hat während dieser Zeit unausgesetzt und mit großer Inbrunst die ihm dargebotene Gelegenheit, sich eingehende Kenntnisse auf dem Gebiet der Pathologischen Anatomie und Histologie zu erwerben, genutzt. Auch während der darauf folgenden Sommersemester 1891 und 1892 hat Herr Dr. Pick, soweit […] sein Militärdienst es gestattete, sich im Laboratorium des Instituts mit verschiedenen, ihm von mir zur Beurteilung vorgeschlagenen Themata aufrichtig beschäftigt und mit Erfolg bemüht, sich eine umfassende pathologische Ausbildung anzueignen. Aus diesen Studien stammt der von ihm unveröffentlichte Aufsatz ,Über Zwerchfelldurchbohrungen durch das runde Magengeschwür‘“ (Ernst Neumann, Königsberg, Lit. über Neumann-Redlin von Meding et al., S. 34).
Pick wurde 1893 an der Universität Leipzig mit der Arbeit Ein Beitrag zur Aetiologie, Genese und Bedeutung der hyalinen Thrombose zum Dr. med. promoviert.
Im gleichen Jahr 1893 wechselte Pick an der privaten Frauenklinik von Leopold Landau (1848–1920) in Berlin und wurde Leiter des klinikeigenen pathologisch-anatomischen Laboratoriums.
1899 habilitierte er sich für pathologische Anatomie in Berlin, 1909 wurde er Titularprofessor und 1921 Honorarprofessor für Pathologie an der Medizinischen Fakultät der Friedrich-Wilhelms-Universität Berlin. 1906 wurde er als Nachfolger von David Paul von Hansemann (1858–1920) Direktor der Abteilung für Pathologische Anatomie im Klinikum im Friedrichshain.
Picks große Schaffenskraft blieb dem Ausland nicht verborgen. 1913/14 hielt er Vorträge in New York, 1919 sprach er vor der Schwedischen Ärztegesellschaft, 1932 hielt er die „Harvey Lecture“ in London und 1932 die „Dunham Lecture“ an der Harvard Medical School in Boston, Massachusetts.
Unterbrochen wurde seine medizinische Laufbahn nur durch den Ersten Weltkrieg: Von 1914 bis 1916 war er beratender Pathologe des Berliner Gardekorps. Als Oberstabsarzt erhielt er große Ehrungen, u. a. das Eiserne Kreuz Erster und Zweiter Klasse sowie den „Türkischen Halbmond“.
Obwohl sich die politische Lage in Deutschland gegenüber jüdischen Mitbürgern zuspitzte, wollte Pick „dem Vaterland Deutschland auch in der schweren Zeit“ beistehen und lehnte sogar 1933 (!) den Ruf an die University of Chicago ab (Neumann-Redlin von Meding et al., S. 34).
Sein 1936 fertiggestelltes Wohnhaus, Kunzendorfstraße 20, in Berlin-Zehlendorf entwarf der Architekt Fritz Crzellitzer, der mit Picks Cousine Martha geb. Schoenflies verheiratet war, wobei offiziell ein nicht-jüdischer Architekt vorgeschoben wurde. Vor dem Haus wurde am 27. Juni 2011 ein Stolperstein verlegt.
Am 27. Juni 1938 wurde ihm, obwohl er nie die Absicht hatte, zu emigrieren, eine „Reichsfluchtsteuer“ von 10.000 RM als Sicherungshypothek auferlegt. Wie ihn die Nationalsozialisten aus dem eigenen Haus in das Jüdische Krankenhaus, Iranische Straße 2, vertrieben, ist nicht bekannt, aber er wurde hier Leiter des Pathologischen Instituts, 1939 dann „Krankenbehandler“ für Pathologie. Schließlich zog 1940 im Erdgeschoss seines Hauses ein SS-Führer ein, der sich 1942 als neuer Eigentümer ins Grundbuch eintragen ließ (Simmer, S. 68).
Am 16. Juni 1943 wurden (seine nach dem Krieg posthum legitimierte Ehefrau) Anna Clara König und Ludwig Pick von der Gestapo verhaftet. Während Anna C. König nach drei Wochen Haft wieder freikam, wurde Ludwig Pick am 16. Juni 1943 nach Theresienstadt deportiert. Hier starb er am 3. Februar 1944 an Mangelernährung und einer Pneumonie, die als Todesursache angegeben wurde. Seine Asche wurde in die Eger bei Theresienstadt geschüttet.
Der Reichsgerichtsrat Georg Pick war sein jüngerer Bruder.